# Pringy (Alvernia-Rodano-Alpi)
Pringy /pʁɛ̃ˈʒi/ è un comune francese di 3 624 abitanti situato nel dipartimento dell'Alta Savoia della regione dell'Alvernia-Rodano-Alpi.

## Società

### Evoluzione demografica
Abitanti censiti